# Съединение (1882 – 1886)
„Съединение“ е вестник, излизал ежеседмично в Пловдив през 1882 – 1886 година.
Първият брой на вестника излиза на 30 декември 1882 г. Създаден е по поръка на българския княз Александър Батенберг и с финансовата помощ от Княжество България, за да подготви общественото мнение в Източна Румелия за съединение с Княжеството с помощта на Русия. Първият му редактор Петър Берковски е политически агент на княза в Пловдив. Още през март 1883 г. българското правителство спира издръжката и „Съединение“ става собственост на пловдивския книжар Никола Краварев.
Вестникът се превръща в орган на Народната партия и влиза в остра полемика с либералите в Румелия и Княжеството. В списването участват Иван Ст. Гешов, Георги Хаканов, Михаил Маджаров, Константин Величков, Иван Вазов.
„Съединение“ се застъпва за консервативни изменения в Търновската конституция и подкрепя компромиса на умерените либерали на Драган Цанков с консерваторите. След идването си на власт през 1884 г. Народната партия осигурява материална помощ за вестника от румелийското правителство. През лятото на 1885 г., в навечерието на Съединението на Източна Румелия с Княжество България, вестникът пише срещу Батенберг.